# Limnephilus coloradensis
Limnephilus coloradensis är en nattsländeart som först beskrevs av Banks 1899.  Limnephilus coloradensis ingår i släktet Limnephilus och familjen husmasknattsländor. Inga underarter finns listade i Catalogue of Life.